# Jerry Ciccoritti
Jerry Ciccoritti, conosciuto anche con gli pseudonimi Gerry Ciccoritti e Gerard Ciccoritti (Toronto, 5 agosto 1956), è un regista teatrale e regista cinematografico canadese.
La capacità di Jerry Ciccoritti di lavorare in più generi e per diversi media lo ha reso uno dei registi di maggior successo in Canada.

## Biografia
Jerry Ciccoritti è un italo-canadese di seconda generazione. I suoi genitori sono Joseph e Patricia Ciccoritti (il cognome da nubile della madre è Teoli.
Ciccoritti diventa attivo nel teatro amatoriale alla scuola superiore e nel 1978 è stato uno dei fondatori del teatro Buddies in Bad Times e nel 1979 del Rhubarb Theatre Festival. Lui ha partecipato al programma cinematografico alla York University di Toronto ma lo abbandonò per lavorare nella fiorente industria cinematografica di Toronto. Egli ha coprodotto, coscritto e diretto il film horror a basso costo Psycho Girls (1985). Hanno seguito numerosi film di genere, telefilm e film per la televisione. Ciccoritti ha avuto un ruolo importante nello sviluppo delle serie televisive Catwalk (1992) e Straight Up (1996) e qui comincia una seconda carriera come regista di film televisivi a grande budget e miniserie con Net Worth (1995), un dramma sulla battaglia del giocatore di Hockey Ted Lindsay contro la National Hockey League per conto dei suoi colleghi giocatori. Un altro film popolare di Ciccoritti che ha a che fare con la storia canadese è Trudeau. Il regista si è fatto anche cronista dell'esperienza italo-canadese, con film come Boy Meets Girl (1998) e l'adattamento televisivo dell'opera di Nino Ricci La terra del ritorno. La sua opera drammatica Blood (2004) ha ottenuto un buon successo. Più recentemente, Ciccoritti ha co-scritto, prodotto e diretto The Resurrection of Tony Gitone, una commedia ambientata nella Little Italy di Toronto.

## Riconoscimenti
Ciccoritti ha avuto la candidatura e ha vinto tanti diversi Gemini Awards, incluso un numero da record di vincite come miglior regista per la televisione. Egli ha vinto il Canadian Screen Awards inaugurale come miglior regista in programmi drammatici o miniserie per il film televisivo della CBC Television John A.: Birth of a Country.
Blood è stato candidato ai Genie Award per Migliore sceneggiatura non originale nel 2005.
Ciccoritti ha anche vinto tre premi dalla Directors Guild of Canada

## Filmografia

### Attore

#### Film
- Psycho Girls (come Gerard Ciccoritti) (1985)
- Graveyard Shift (1987)
- Hurt Penguins (1992)

#### Film TV
- Scandalous Me: The Jacqueline Susann Story (1998)
- Out of Sync (2000)

#### Serie TV
- The Hidden Room (1 episodio) (1993)

### Produzione

#### Film
- Psycho Girls (1985)
- Graveyard Shift (1987)
- Il respiro del terrore (1989)
- The Resurrection of Tony Gitone (2012)

### Regia

#### Cortometraggi
- Every Girl Wants a Skirt Like Frida's (2009)

#### Film
- Psycho Girls (come Gerard Ciccoritti) (1985)
- Graveyard Shift (1987)
- Love & Die (1988)
- The Understudy: Graveyard Shift II (1988)
- Paris, France (1993)
- Boy Meets Girl (1998)
- The Life Before This (1999)
- Chasing Cain (2001)
- Blood (2004)
- The Resurrection of Tony Gitone (2012)
- Lie Exposed (2019)
- Il Natale di Angel Falls (2022)

#### Film TV
- TekWar: TekJustice (1994)
- Net Worth (1995)
- A Prayer in the Dark (1997)
- Chasing Cain: Face (2002)
- Trudeau (2002)
- The Death and Life of Nancy Eaton (2003)
- La terra del ritorno (2004)
- Un delitto da milioni di dollari (2005)
- The Many Trials of One Jane Doe (2005)
- Shania: A Life in Eight Albums (2005)
- Dragon Boys (2007)
- The Call (2008)
- Victor (2008)
- Disposta a tutto (2008)
- The Terrorist Next Door (2008)
- Il mistero dei capelli scomparsi (2009)
- Sfilata con delitto (2009)
- John A.: Birth of a Country (2011)

#### Serie TV
- I viaggiatori delle tenebre (4 episodi come Gerard Ciccoritti) (1989-1990)
- Top Cops (1 episodio come Gerry Ciccoritti) (1990)
- Sweating Bullets (1 episodio come Gerard Ciccoritti) (1991)
- The Hidden Room (4 episodi) (1991)
- Catwalk (1 episodio) (1992)
- Forever Knight (1 episodio come Gerard Ciccoritti) (1992)
- North of 60 (1 episodio come Gerard Ciccoritti) (1993)
- Due South - Due poliziotti a Chicago (Due South) (1 episodio) (1994)
- Side Effects (1 episodio) (1994)
- Highlander (1 episodio come Gerry Ciccoritti) (1995)
- Poltergeist (2 episodi) (1996-1999)
- Nikita (3 episodi) (1997-2000)
- Straight Up (1 episodio) (1998)
- The City (3 episodi) (1999-2000)
- Made in Canada (3 episodi) (1999-2000)
- The Associates (episodi sconosciuti) (2001)
- Puppets Who Kill (2 episodi) (2004-2005)
- ReGenesis (4 episodi) (2005-2008)
- Being Erica (1 episodio) (2009)
- Republic of Doyle (1 episodio) (2009)
- Being Human (2 episodi) (2011)
- King (7 episodi) (2011-2012)
- Bomb Girls (2 episodi) (2013)

### Sceneggiatura

#### Film
- Psycho Girls (come Gerard Ciccoritti) (1985)
- Graveyard Shift (1987)
- Skull: A Night of Terror (1987)
- The Understudy: Graveyard Shift II (1988)
- Il respiro del terrore (1989)
- Gli occhi indiscreti di uno sconosciuto II (come Gerard Ciccoritti) (1990)
- Blood (2004)
- The Resurrection of Tony Gitone (2012)